# آلبرتو انریکس گالو
آلبرتو انریکس گالو (انگلیسی: Alberto Enríquez Gallo; زاده ۲۴ ژوئیهٔ ۱۸۹۴ – درگذشته ۱۳ ژوئیهٔ ۱۹۶۲) سیاستمدار اهل اکوادور بود. وی از ۲۳ اکتبر ۱۹۳۷ تا ۱۰ اوت ۱۹۳۸ رئیس‌جمهور این کشور بود.
آلبرتو انریکس گالو در ۱۳ ژوئیه ۱۹۶۲، در سن ۶۷ سالگی بر اثر سکته مغزی درگذشت.